# Arkitektur och teknik
Arkitektur och teknik, AT, är ett arkitekt- och civilingenjörsprogram som ges av Institutionen för Arkitektur vid Chalmers tekniska högskola i Göteborg och Luleå Tekniska Universitet (LTU).

## Luleå tekniska universitet
Civilingenjörsutbildningen i arkitektur vid Luleå tekniska universitet skapades för att ge möjlighet att efter examen kunna bidra i planering och byggande av hållbara och attraktiva byggnader och stadsmiljöer. På så sätt utvecklas både teknisk kompetens och förståelse för arkitektur, samt färdigheter att utveckla, leda och arbeta i bygg- och samhällsplaneringsprojekt. Sådana kunskaper och förmågor efterfrågas inom såväl företag som kommuner och statliga myndigheter. Exempelvis finns möjlighet att medverka i eller leda planerings-, projekterings- och produktionsprocesser inom hus- eller stadsbyggande. Utbildningen leder till en civilingenjörsexamen.

## Chalmers
Vid Chalmers i Göteborg finns sedan hösten 2006 möjligheten att genomgå en kombinerad arkitekt- och civilingenjörsutbildning. Bakgrunden är att branschen länge efterfrågat mer teknisk kunskap hos arkitekter och mer arkitektonisk kunskap hos civilingenjörer. Utbildningen är därför ett slags "brobygge" mellan en arkitektutbildning och en teknisk dito och omfattar 300 högskolepoäng (200 poäng i det gamla systemet), beroende på examensarbete, inriktning och eventuellt masterprogram. 
Meningen är att Arkitektur och teknik skall kunna utmynna i antingen en civilingenjörsexamen, en arkitektexamen eller en kombination av de båda. Programmet började planeras 1998 och är fortfarande under utformning. I augusti 2006 började den första klassen på 35 studenter. Söktrycket har sedan dess varit mycket stort och utbildningen är en av de mest eftertraktade tekniska universitetsutbildningarna sett till antalet sökande per plats (26,7 sökande/plats HT 2010).
En kombinationsutbildning för både arkitekt och ingenjör återfinns endast på en handfull platser i Europa. 
Arkitektur och teknik tillhör Arkitekturstuderandesektionen (A-sektionen) vid Chalmers Studentkår.